# كافيار إيراني
الكافيار الإيراني: (بالإنجليزية: Iranian caviar)‏ أو اللؤلؤ الأسود، هو الأندر والأغلا في العالم. وهو عبارة عن مبايض أو بطارخ بعض الأنواع من أسماك الحفش، التي تعيش في بحر قزوين بوفرة قبالة الشواطئ الإيرانية. حيث تُعتبَر جمهورية إيران من أكثر الدول وأشهرها إنتاجاً ومحافظةً لهذه الثروة الطبيعية. فهي تنتج وحدها كمية تعادل الكمية التي تنتجها جميع الدول المطلة على بحر قزوين، الذي توفر بيئته 90 بالمئة من الكافيار المنتج في العالم. تُعَد جمهورية إيران أفضل دولة يتواجد بها الكافيار، فهي الدولة التي تطل على بحر قزوين، وهي تحمي هذا النوع من السمك، وتمنع سكانها من اصطياده. يتواجد سمك الحفش بكثرة في جمهورية إيران ويندر في جميع أنحاء العالم، وإن أسماك الحفش في إيران تحصل على النضوج الكامل، وبالتالي فإن الكافيار الإيراني هو أفضل نوع. كما وتطل روسيا أيضاً على بحر قزوين، لكنها ليست كإيران في الاهتمام بأسماك الحفش، كما إن جودة الكافيار الروسي لا تعلو على الإيراني، رغم كونها من نفس الأنواع. ان جمهورية إيران تقوم بإدارة وتنظيم عمليات الصيد ومصائد هذه الأسماك الثمينة. كما تواصل حظر الصيد بالشباك صغيرة الثقوب من أجل حماية الأسماك الصغيرة. يذكر ان للكافيار أهمية إقتصادية، حيث ان كيلوغرام واحد من الكافيار في الوقت الراهن يعادل إنتاج خمسة عشر ألف لتر من النفط. لذا هو لايقل أهمية عن الذهب، فيلقب بالذهب الأسود.

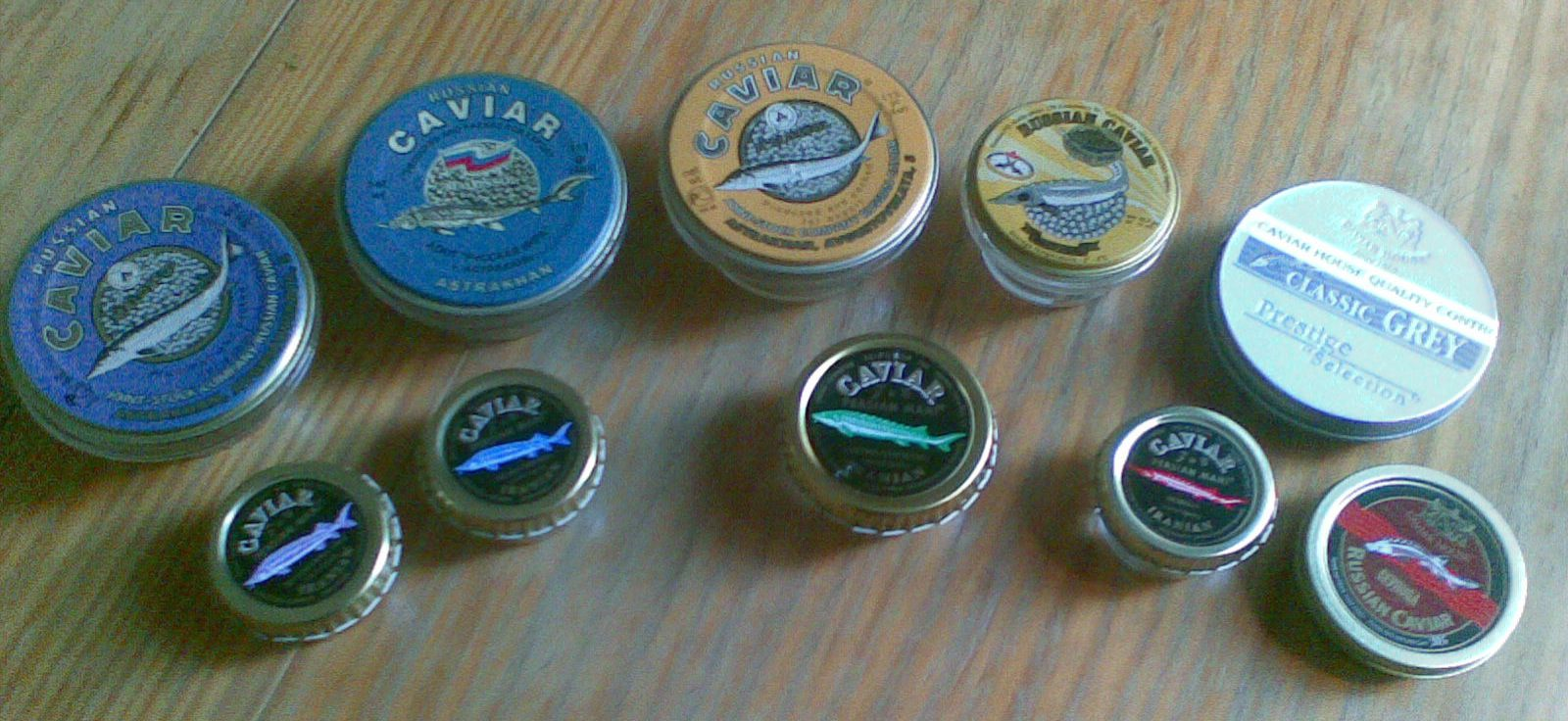
علب الكافيار الإيراني والروسي: بيلوجا على اليسار، أوسيترا في المنتصف، سيفروجا على اليمين

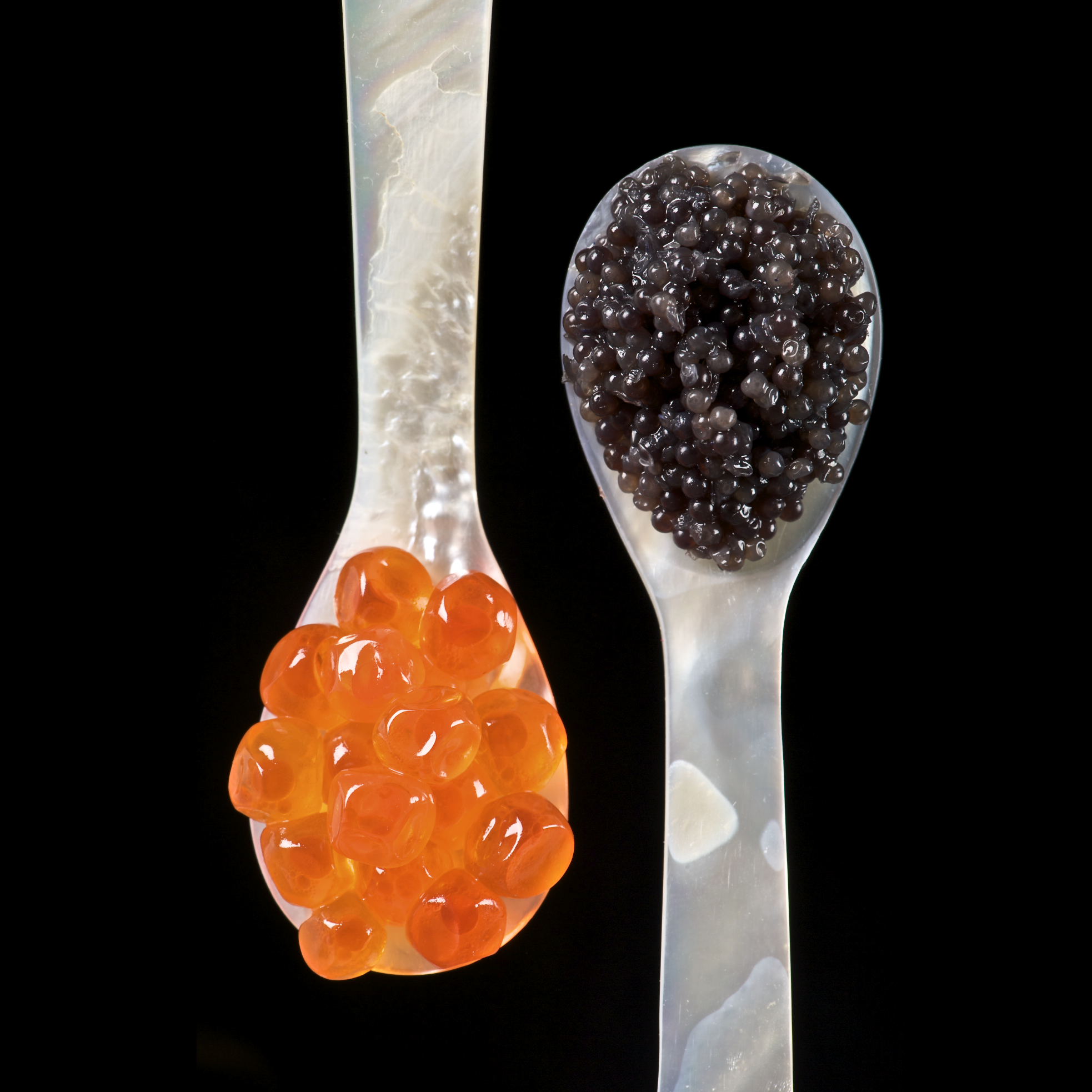
بطارخ سمك الحفش (الكافيار) (يميناً) وبطارخ سمك السلمون (يساراً)

## التاريخ
يشير الكافيار إلى بطارخ سمك الحفش البري، ويعود تأريخ أقدم السجلات إلى القرن الرابع قبل الميلاد. ويقال إن شعب الإمبراطورية الفارسية كانوا أول من تذوق الكافيار، معتقدين أنه يحتوي على خصائص طبية وكان مصدراً للطاقة (وهو اعتقاد شائع حتى اليوم). كما ظهر أيضاً خلال الإمبراطورية الرومانية، ولكن يمكن القول إن أكثر مستهلكي الكافيار كانوا من قياصرة روسيا القديمة. ربما لهذا السبب، على الرغم من أن الفرس يُنسب إليهم الفضل في تحضير الكافيار عن طريق تمليح البطارخ، فإن الروس هم من عرّفوه على أنه ترف. بالإضافة إلى ذلك يَعتقِدُ البعض أن الإغريق كانوا يأكلون بيض سمك الحفش قبل قرون من اكتشاف الفرس والترك والروس له.

## أنواعه
الكافيار، هو بيض سمك الحفش الذي يتواجد في بحر قزوين شمال جمهورية إيران. ويتوزع على أنواع عدة أفضلها سمك (البلوكا)، الذي يبلغ سعر الكيلو غرام الواحد منه أكثر من ألفي يورو في إيران وأضعاف هذا السعر في الدول الأوروبية المستوردة له. ويصنف بيض الكافيار حسب نوعه ولونه وحجمه وطعمه، حيث يبلغ سعر بيض سمك كافيار (البلوكا) الذي يزن طناً واحداً أكثر من 2000 يورو للكيلو غرام الواحد. بينما يتراوح سعر باقي أنواع الكافيار ما بين 1000 و1500 يورو على سبيل المثال. وهناك نوعان رئيسيان من الكافيار، وهما الكافيار الأسود والكافيار الأحمر:-
▪ الكافيار الأسود :- يُنتَج الكافيار الأسود من سمك الحفش تحديداً، الذي يعيش بشكل أساسي في المياه الباردة في بحر قزوين. ويأتي 90 % من الكافيار الأسود الأصلي المنتج في العالم من بحر قزوين الذي توفر بيئته المكان الأمثل لتكاثر أفضل أنواع سمك الحفش في العالم.

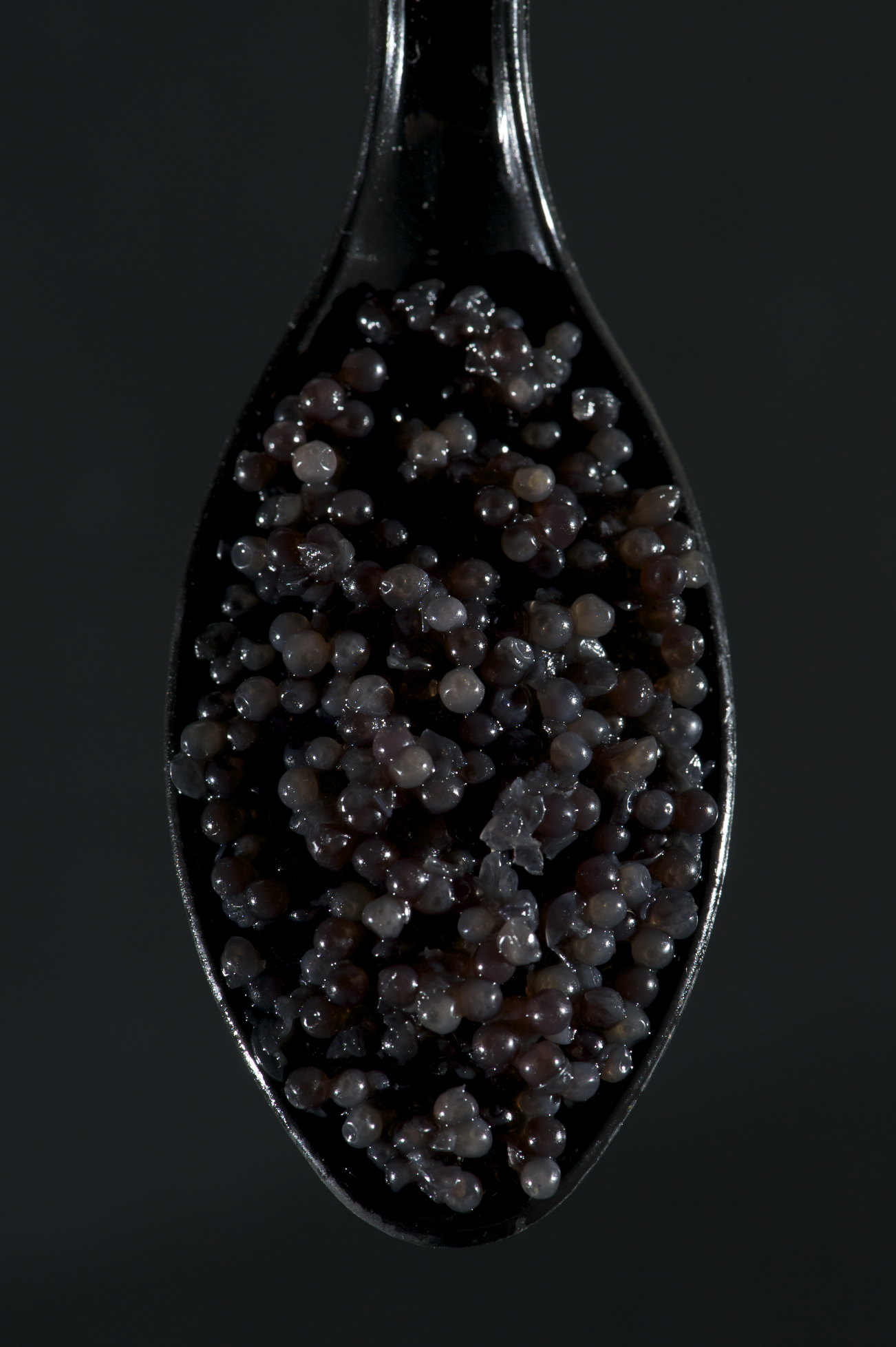
الكافيار الأسود

▪ الكافيار الأحمر :- أما الكافيار الأحمر فيُنتَج من بيض سمك السلمون السيبيري وسمك النقط وغيرهما من الأسماك التي تعيش في أنهار الشرق الاقصى الروسي. ويتنوع لون الكافيار الذي يأخذ شكل حبيبات دقيقة بين الأسود والرمادي والأصفر والبني. غير أن بعض أنواعه قد يصل حجمها إلى حجم حبات البازلاء.

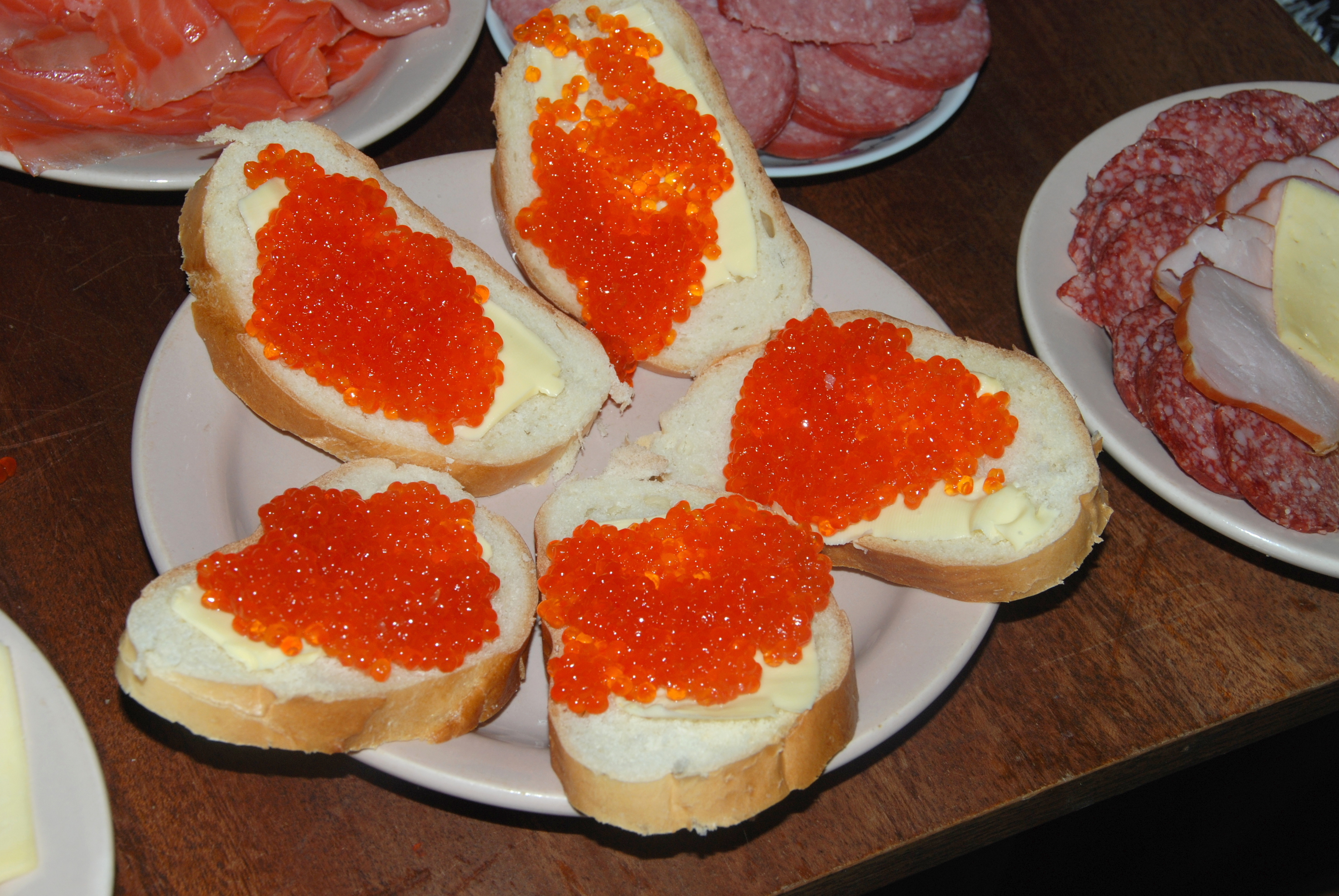
كافيار بالخبز

## أفضل المدن الإيرانية بإنتاج الكافيار
يأتي الكافيار الإيراني من مقاطعات جيلان الشمالية ومازندران وكلستان المطلة على بحر قزوين. جنباً إلى جنب مع الأنواع الأخرى من سمك الحفش. يزدهر سمك الحفش (بيلوجا) الذي يعيش في القاع بشكل جيد في هذه المياه الجليدية قليلة الملوحة، والتي تمنح الكافيار طعماً فريداً. مع بعض غرائز البقاء المذهلة. تتمتع بيلوجا بعمر يصل إلى 100 عام، وتصل إلى مرحلة النضج في حوالي 20 عاماً. أفضل أنواع الكافيار المعروف باسم (الماس الإيراني)، يأتي من هذا النوع بالذات من سمك الحفش الذي يعيش في القاع.

## إنتاج الكافيار بعملية الاستزراع
لإنقاذ سمك الحفش الذي يُستَخرَج منه الكافيار تقوم جمهورية إيران التي تحظى بنوعية الكافيار الذي تنتجه بشهره عالمية، بالعمل على عملية استزراع صغار هذه الأسماك بصورة متصلة في مرائب خاصة. حيث يعود هذا المشروع إلى العام 1997م وقد بدأ بقرابة ألف فرخ يزن الواحد منها عشرين غراماً تم نقلها من بحر قزوين في صهاريج زودت مياهها بكميات إضافية من الأوكسجين. وقد بدأت التجربة في حوض مساحته خمسة آلاف متر مربع حُفِرَ في أرض صحراوية بيضاء على بعد مائة كيلومتر من مدينة يزد، التي تمتد بين إثنتين من صحاري الهضبة الإيرانية، وأُطلِقَ عليها إسم (ماهى كافيار)، أي سمك الكافيار. ويعمل فريق من الاخصائيين على الطريق المؤدية إلى مدينة بافغ على بعد حوالي مائة كيلومتر جنوب شرق يزد على تكييف أفراخ الحفش مع المياه المالحة في الصحراء ومع المناخ الجاف والحار غير المناسب في هذه المنطقة.

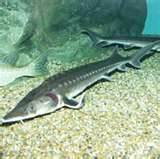
سمك الحفش الياباني

## التصدير
ترتفع صادرات الكافيار الإيراني إلى مستويات كبيرة والذي تتنوع تسمياته  من اللؤلوء الأسود إلى غذاء الملوك أو ذهب البحر، وهو من أهم المنتجات من حيث إيرادات جمهورية إيران. وارتفعت صادرات إيران من الكافيار من سبعمئةٍ وخمسين كيلوغراماً إلى ألف وسبعمئة كيلوغرام. ويُصَّدَر الكافيار  الإيراني إلى دول أوروبية بمقدار ستين في المئة، لكن للدول العربية دوراً مهماً في زيادة صادراتها من الكافيار، إذ إن الإمارات العربية المتحدة وحدها زادت وارداتها من الكافيار أربعين في المئة في سنتين فقط. ان قيمة الكافيار الإيراني المصدر ازدادت ضعفين، من سبعِمئة ألف دولار إلى مليون وسبعمئة ألف دولار والخطوة التالية هي الوصول إلى مليوني دولار. ويبدو أن من الطبيعي لهذا المنتج أن يكون الأشهر بعد الزعفران في جمهورية إيران، إذ تصل قيمة الكيلوغرام منه إلى  خمسة آلاف دولار. وللحفاظ على هذه الثروة السمكية  ينفق الإيرانيون عشرة ملايين دولار سنوياً بإنشائهم مشاريع لتربية الأسماك وتكاثرها في أحواض صناعية. وهذه نبذة عن صادرات الكافيار الإيراني في بعض السنوات:
2015
كانت كلٌ من ألمانيا وبريطانيا وأفغانستان وبلجيكا والإمارات العربية المتحدة وكوريا الجنوبية واليابان والنرويج أبرز الدول استيراداً للكافيار الإيراني لسنة 2015م وفقاً لإحصائيات مصلحة الجمارك الإيرانية.
2021
أكدت مساعد مدير مكتب الإحصاء بمصلحة الجمارك الإيرانية عن تصدير 1.3 طن من الكافيار إلى 23 بلداً في النصف الأول من السنة المالية الجارية، من الفترة 21 مارس/ آذار حتى 20 سبتمبر/ أيلول 2021م. وأشارت آرزو غنيون في تصريح، أن صادرات الكافيار نمت كمياً بنسبة 110 بالمئة، وسعرياً 50 بالمئة عن الفترة المناظرة 2020م، التي شهدت تصدير 605 كغم بقيمة 360 ألف دولار. ونوهت إلى أن دولة الإمارات العربية المتحدة تُعَد الشريك الأولى في تصدير الكافيار، حيث استحوذت هذه السوق على نحو 32 بالمئة من حجم وقيمة الصادرات في النصف الأول تلتها بريطانيا. وبيّنت غنيون، أن الكافيار تدفق أيضاً بالترتيب على أسواق دول البرتغال والكويت واليابان، وأن الصادرات لـ 5 دول أوروبية وهي بريطانيا والبرتغال وسويسرا وإسبانيا واليونان سجلت 202 ألف دولار باستحواذ 37 بالمئة من الحجم المصدر.

## إتفاقية عدم صيد أسماك الكافيار
منذ عدة سنوات وقعت جميع الدول المطلة على بحر قزوين وهي إيران وتركمانستان وكزاخستان وروسيا وأذربيجان. إتفاقية بعدم صيد أسماك الكافيار من بحر قزوين. وعمدوا إلى زيادة الإنتاج من خلال مزارع تربية الأسماك. يقول المهندس ناصر كرمي راد، مدير عام مكتب إستعادة وحفظ الذخائر الوراثية للحيوانات المائية في المنظمة الوطنية لمصايد الأسماك، إن خمسة أنواع من أسماك الكافيار توجد في بحر قزوين. ومعظم النوعية الموجودة على الساحل الإيراني هي من نوع قره برون. وأضاف أنه بعد تفكك الإتحاد السوفياتي وظهور دول جديدة على ساحل بحر قزوين، بدأت الدول صيد أسماك الكافيار من دون أي قيود، مما جعل جميع أنواعها تواجه شبح الانقراض، وعلى إثر ذلك تشكلت إتفاقية الموارد الحية لبحر قزوين لإستعادة وحفظ الذخائر البحرية وأسماك الكافيار.

## معرض الصور

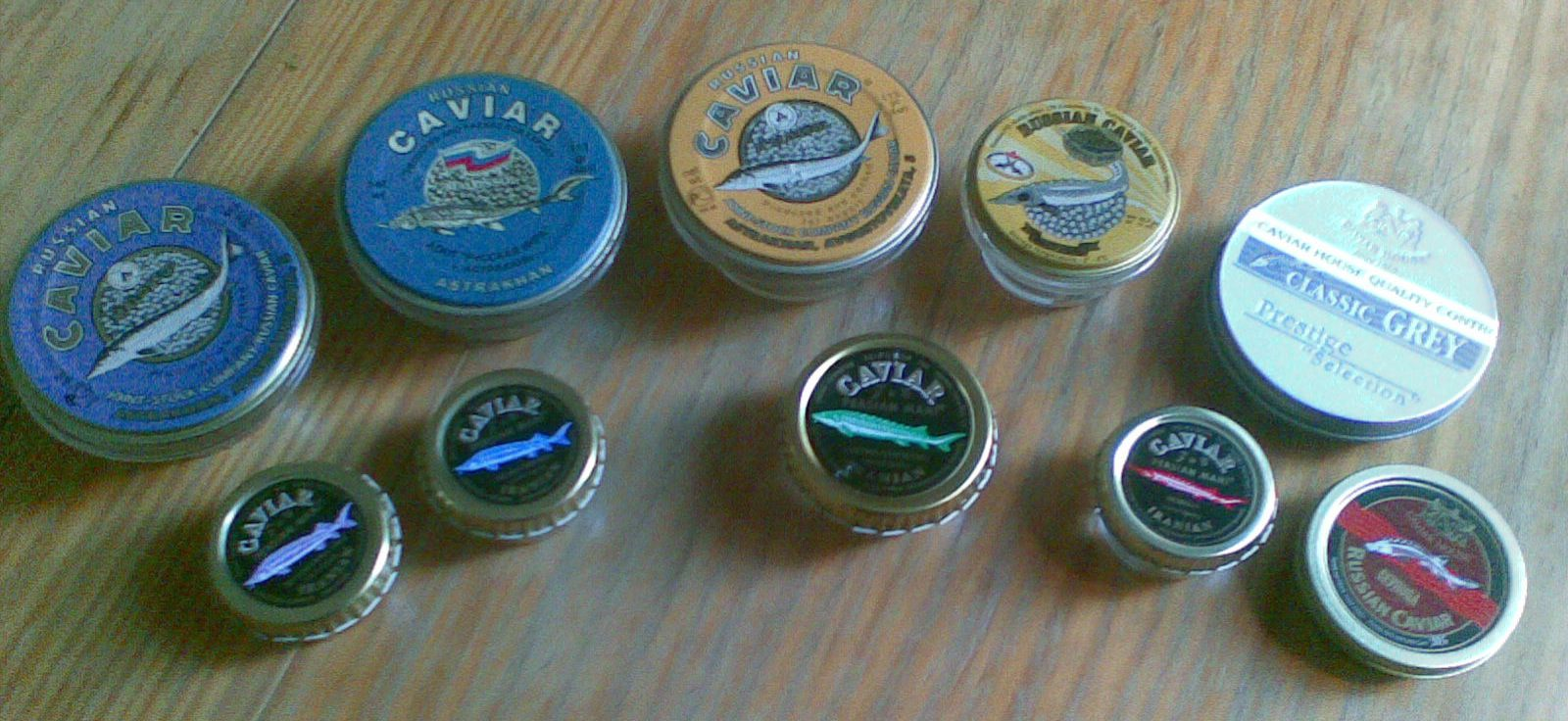
علب الكافيار الإيراني والروسي: بيلوجا على اليسار، أوسيترا في المنتصف، سيفروجا على اليمين

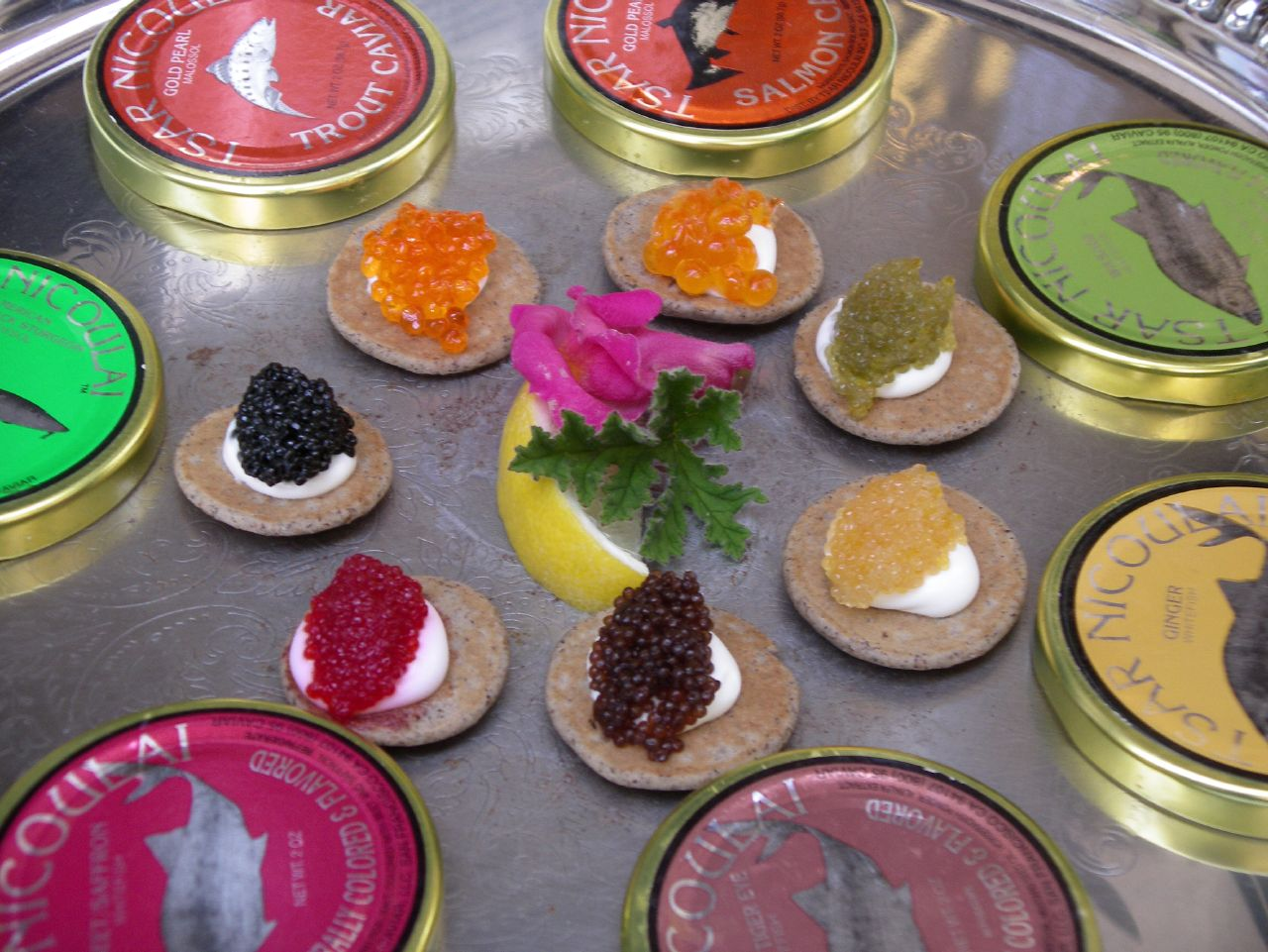
سبعة أنواع مختلفة من الخبياري

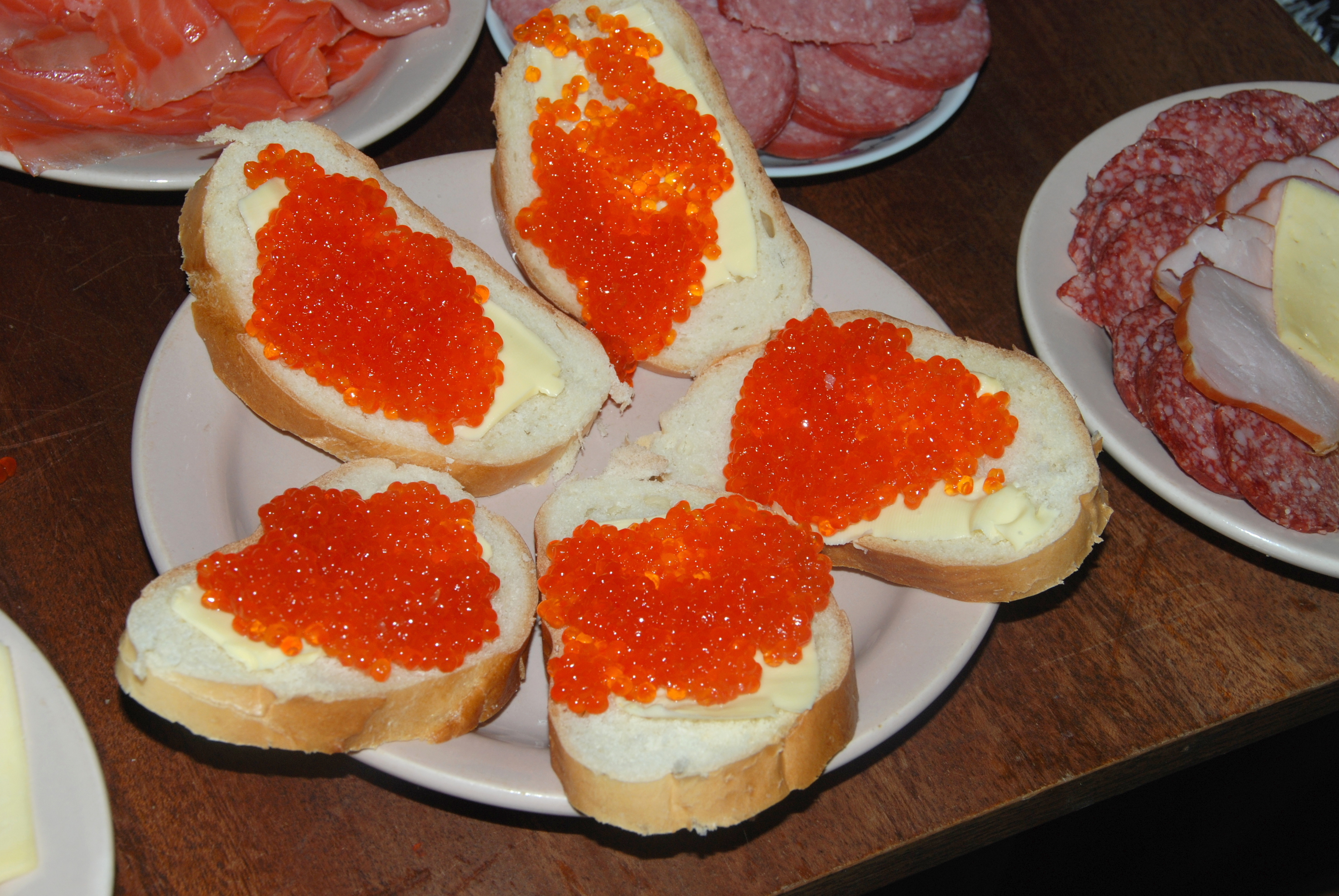
كافيار بالخبز

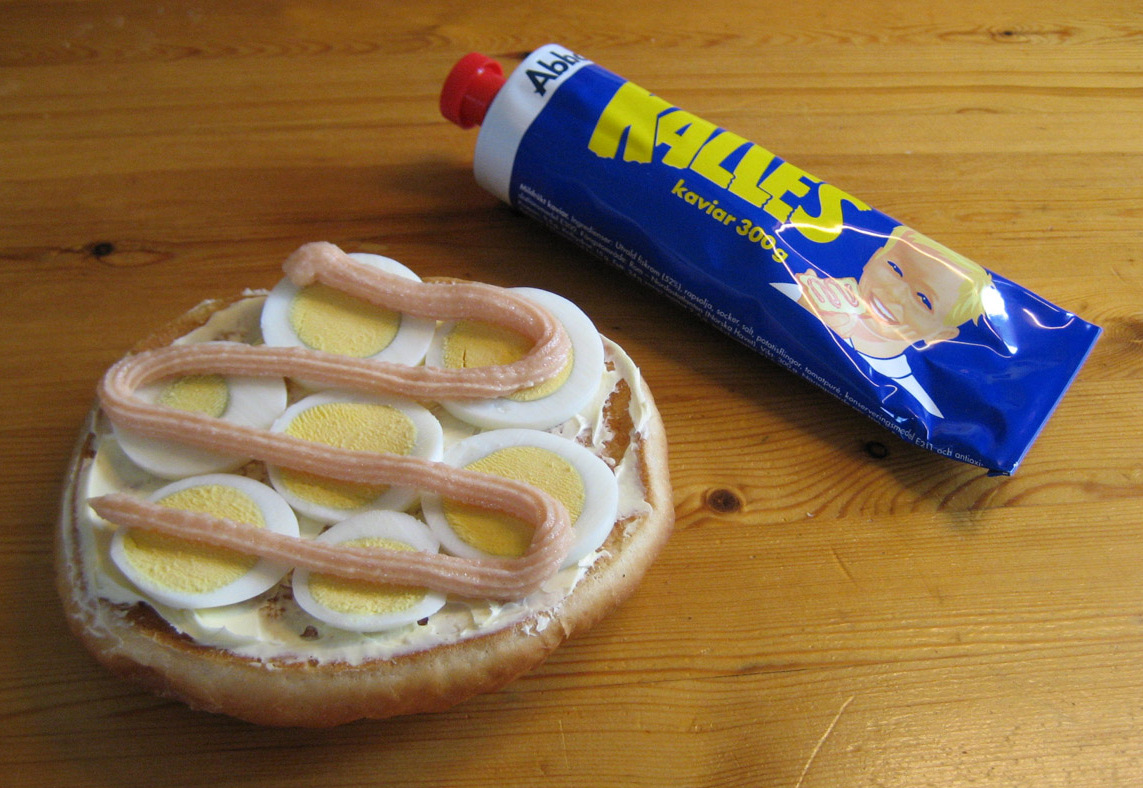
ساندويتش سويدي نموذجي مع البيض المسلوق وبطارخ السمك

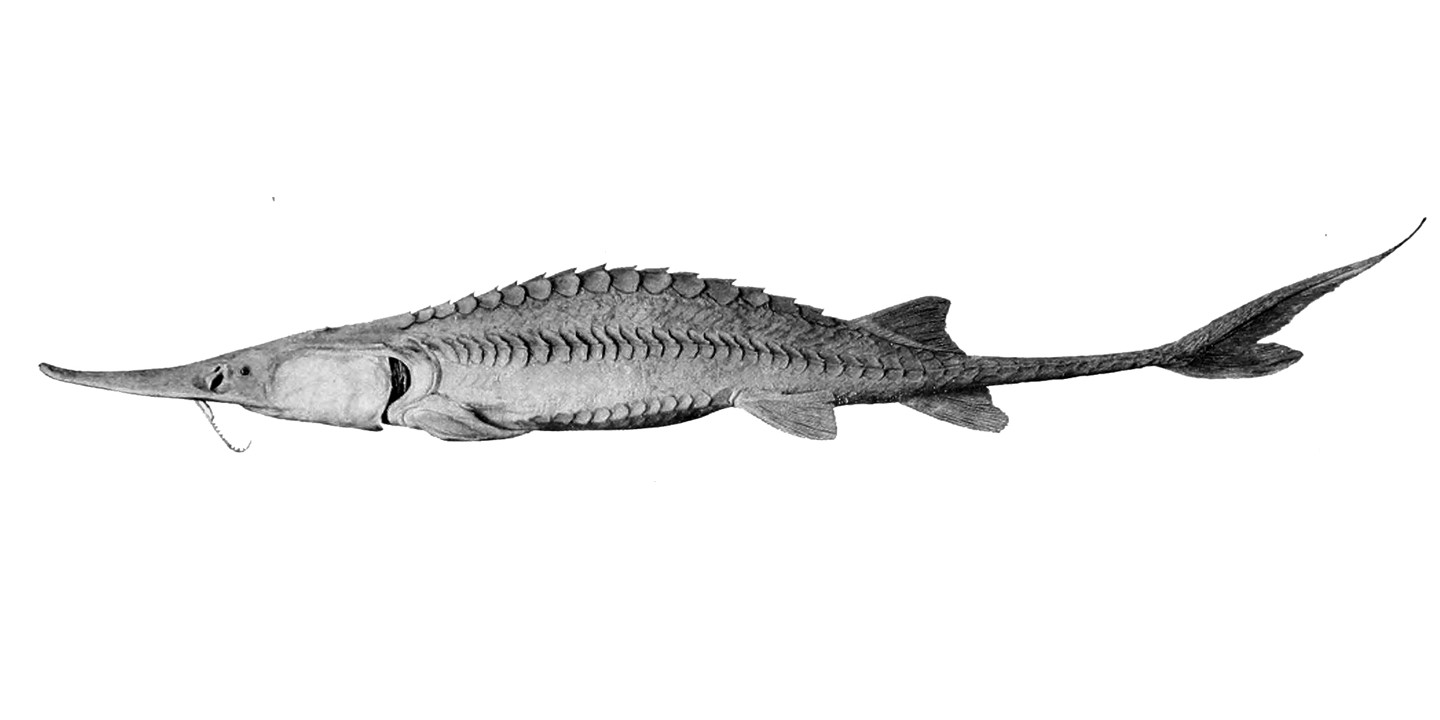
سمك الحفش الشاحب

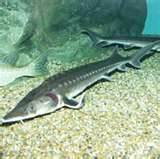
سمك الحفش الياباني

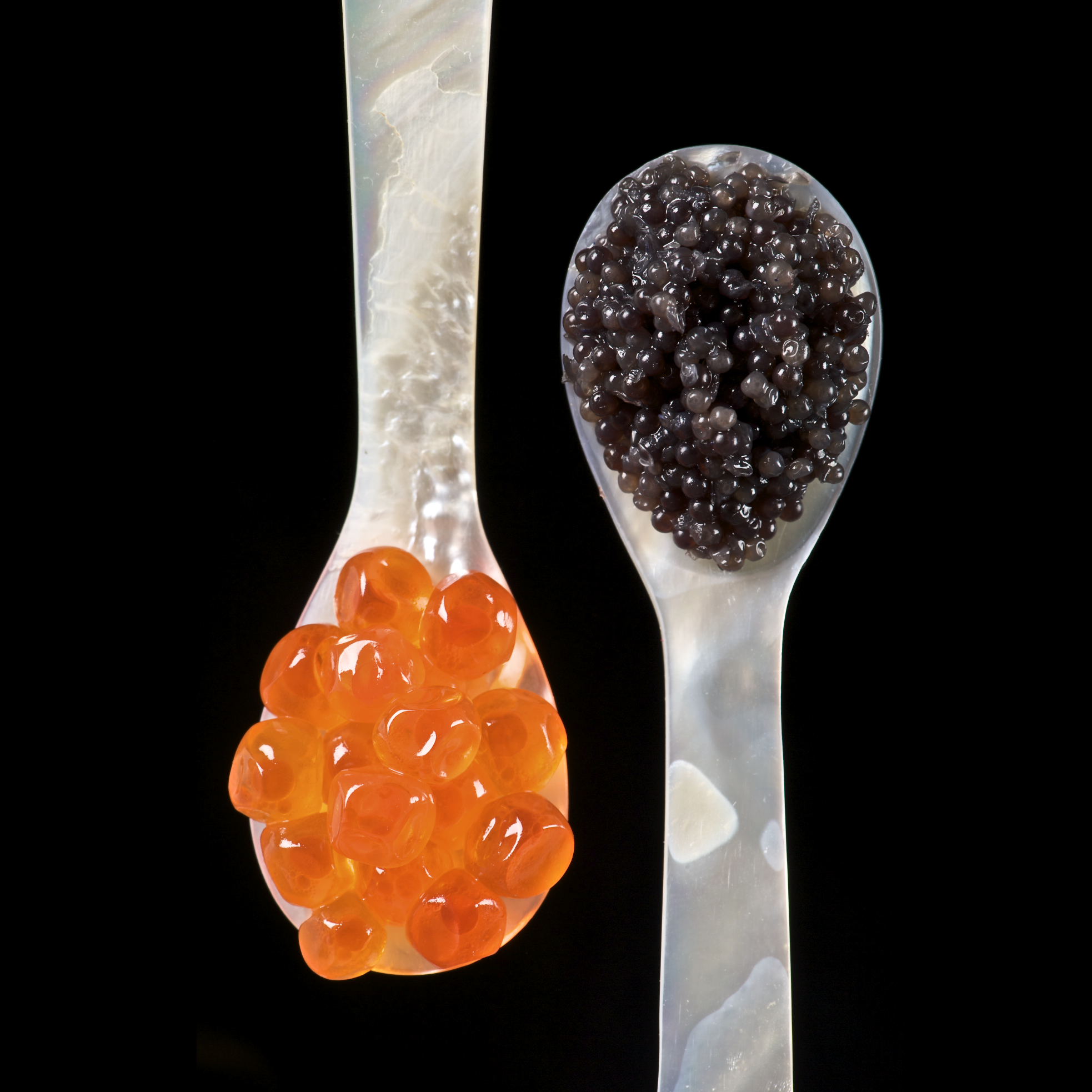
بطارخ سمك الحفش (الكافيار) (يميناً) وبطارخ سمك السلمون (يساراً)

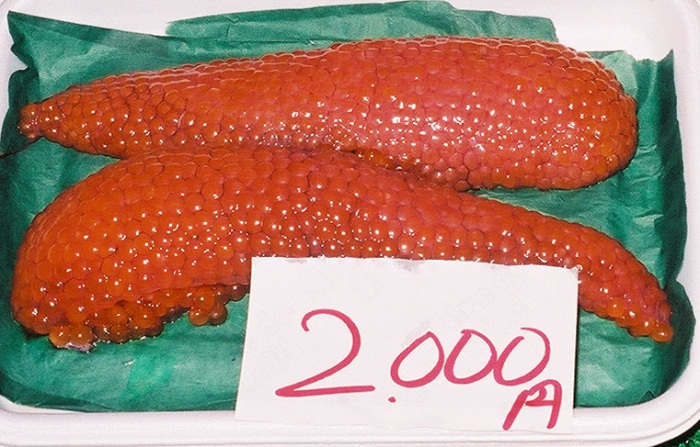
بطارخ سمك السلمون في سوق للأطعمة البحرية في اليابان

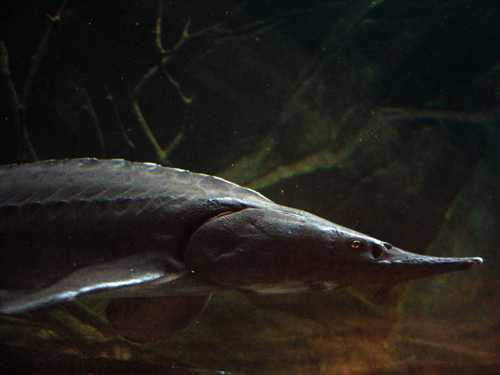
سمك الستيرجون

## طالع ايضاً
- كافيار
- كافيار كالي
- سمك الحفش
- سمك الحفش الشاحب
- سمك الحفش الياباني
- بطرخ
- أسماك حفشية
- بحر قزوين